# Problème de l'isomorphisme de sous-graphes

Le problème est de savoir si un graphe contient un autre graphe comme sous-graphe.

En informatique théorique, le problème de l'isomorphisme de sous-graphes est le problème de décision suivant : étant donnés deux graphes G et H, déterminer si G contient un sous-graphe isomorphe à H. C'est une généralisation du problème de l'isomorphisme de graphes.

## Définition
Soient {\displaystyle G=(V_{G},E_{G})} et {\displaystyle H=(V_{H},E_{H})} deux graphes. Le problème de décision de l'isomorphisme de sous-graphe est : « Est-ce qu'il existe un sous-graphe {\displaystyle G_{0}=(V_{0},E_{0})}, avec {\displaystyle V_{0}\subseteq V_{G}} et {\displaystyle E_{0}\subseteq E_{G}\cap (V_{0}\times V_{0})}, tel qu'il existe une bijection {\displaystyle f:V_{0}\rightarrow V_{H}} telle que {\displaystyle \forall v_{1},v_{2}\in V_{0},(v_{1},v_{2})\in E_{G}\Leftrightarrow (f(v_{1}),f(v_{2}))\in E_{H}} ? ».

## Complexité
Le problème est NP-complet. 

### Réduction du problème de la clique
Le problème de la clique se réduit en temps polynomial au problème de l'isomorphisme de sous-graphe. Il suffit de prendre pour {\displaystyle H} une {\displaystyle k}-clique, dès lors, par définition le problème de l'isomorphisme de sous-graphes généralise le problème de la clique. Puisque le problème de la clique est NP-difficile, alors le problème de l'isomorphisme est NP-difficile.
Un autre réduction consiste à utiliser le problème du chemin hamiltonien, et a l'avantage de montrer que le problème est aussi difficile sur les graphes planaires.

### Algorithme non-déterministe polynomial
Il existe un algorithme non-déterministe qui résout en temps polynomial le problème. L'algorithme consiste à prendre le sous-graphe {\displaystyle G_{0}} et une fonction {\displaystyle f} aléatoirement, puis à vérifier si {\displaystyle f} est un isomorphisme. Vérifier que {\displaystyle f} est bien un isomorphisme se calcule en temps polynomial : il suffit de voir si tous les voisinages sont conservés par l'isomorphisme.

## Relation à d'autres problèmes
Le problème de l'isomorphisme de sous-graphes est un problème plus général que le problème de l'isomorphisme de graphes, où on demande si G et H sont isomorphes. En effet, on peut décider l'isomorphisme de G et H et donnant (G, H) en entrée à un algorithme qui décide l'isomorphisme de sous-graphes.